# Xã Eagle, Quận Vinton, Ohio
Xã Eagle (tiếng Anh: Eagle Township) là một xã thuộc quận Vinton, tiểu bang Ohio, Hoa Kỳ. Năm 2010, dân số của xã này là 704 người.